# Jean Frederic Bedoire
Jean Fredric Bedoire (franskt uttal: [bɛdwaʁ]), född 29 oktober 1747 i Stockholm, död 23 september 1830 på Molnebo herrgård, var en svensk företagsledare och medlem i Skeppsbroadeln.[källa behövs]

## Familjebakgrund

Jean Frederic som ung, avporträtterad i miniatyr på elfenben av Leonhard Örnbeck.

Jean Fredric Bedoire var son till kusinerna Frederic och Charlotta Bedoire (1725–1808). Han var sonson till Jean Bedoire den yngre och dotterson till Frans Bedoire. De tillhörde släkten Bedoire, som var huggenotter. Bedoire var gift två gånger. I sitt första äktenskap, med Maria Henrika Brandt (1756–1776), fick han en dotter. Den 15 oktober 1780 gifte han sig i Västanfors med Anna Maria Wikström (1754–1813) som var dotter till soldaten Hans Persson Lärka. Paret fick nio barn. Sönerna Carl Fredrik och Jean Henrik Bedoire blev brukspatroner.

## Karriär
Bedorire blev student vid Uppsala universitet på 1760-talet och ägnade sig under större delen av sitt liv åt järnhantering och bergsbruk. Han ägde ett flertal järnbruk i Mellansverige bl.a. Gysinge, Molnebo och Västanfors, samt stora landarealer i Norrland. Han ansågs under sin livstid som hederlig av de bönder och samer som arbetade inom hans företag, han var dock även känd som en beräknande affärsman som ofta drev rättsprocesser.
År 1783 flyttade han Västanfors bruk från den västra till den östra stranden av Kolbäcksån, för att skapa plats för Strömsholms kanal. Han dog 1830 på Molnebo bruk.